# 神奈川県立麻生高等学校
神奈川県立麻生高等学校（かながわけんりつ あさおこうとうがっこう）は、神奈川県川崎市麻生区にある公立の高等学校。2004年度から国際・英語教育活動実践推進の拠点校として、「国際教育」と「英語による実践的なコミュニケーション活動」の充実を図るとりくみを展開している。

## 沿革
- 1984年 - 開校。

## 設置課程
- 全日制
  - 普通科

## 部活動
- 運動部
  - 野球部
  - 男子バレーボール部
  - 女子バレーボール部
  - 男子バスケットボール部
  - 女子バスケットボール部
  - 男女テニス部
  - サッカー部
  - 陸上競技部
  - 卓球部
  - バドミントン部
  - 水泳部
  - チアリーディング部
  - 剣道部
  - ダンス部
- 文化部
  - 吹奏楽部
  - 軽音楽部
  - 自然科学部
  - 茶道部
  - 美術部
  - 写真部
  - コンピュータ部
  - 料理部
  - 国際交流部（以前はGCC(旧日韓交流)部）
  - 音楽部
  - メディア研究部
  - 文芸部
  - 競技かるた部
  - 手芸部（廃部している部活）

## アクセス
出典 : 
| 乗車駅               | のりば | 系統                     | 下車停留所        |
| -------------------- | ------ | ------------------------ | ----------------- |
| 小田急線新百合ヶ丘駅 | 南口4  | 新03/新07/新04           | 「金程」、徒歩4分 |
| 小田急線新百合ヶ丘駅 | 南口5  | 新01/新05/新06/新08/稲02 | 「平尾」、徒歩7分 |
| JR南武線南多摩駅     | 2      | Iバス・Cコース           | 「平尾」、徒歩7分 |

徒歩
- 小田急線新百合ヶ丘駅北口より徒歩20分

## 学園祭
- 文化祭は「鴻志祭」(こうしさい)と呼ばれ毎年9月に行われる。

## 著名な出身者
- SHINCO（スチャダラパー）
- シャシャミン（イラストレーター、漫画家）
- 松本利夫（EXILE）
- 柳亭市若（落語家）
- 麻生かおり（タレント、中途でNHK学園高等学校へ転校）
- 池田雄大（プロサッカー選手）
- 高木駿（サッカー選手）
- 小俣夏乃（アーティスティックスイミング選手、2016年リオデジャネイロオリンピック日本代表）